# 9831 Simongreen
A 9831 Simongreen (ideiglenes jelöléssel 1979 QZ) a Naprendszer kisbolygóövében található aszteroida. Claes-Ingvar Lagerkvist fedezte fel 1979. augusztus 22-én.